# Жерар Муру
Жерар Албер Муру (фр. Gérard Albert Mourou, рођен 22. јуна 1944) је француски научник и пионир на пољу електротехнике и ласера. Добио је Нобелову награду за физику 2018. године, заједно са Доном Стрикленд.
Муру и његов тим су 1994. године на Универзитету у Мичигену открили да равнотежа између самофокусне рефракције и самоумањујуће дифракције јонизацијом и разређеност ласерског зрака тераватског интензитета у атмосфери ствара "филаменте" који делују као таласоводи за зраке, чиме се спречава дивергенција.